# Victor Crémieu
Victor Crémieu est un physicien français né le 7 mai 1872 à Avignon et mort le 13 février 1935 à Sartrouville,.

## Biographie
Victor Crémieu étudie à la Sorbonne, où il obtient son doctorat en 1901 auprès de Gabriel Lippmann. Il est devenu connu pour avoir répété, sous une forme modifiée, l'expérience de Henry Augustus Rowland sur les effets magnétiques d'un disque en rotation chargé. Contrairement à Rowland, il n'a trouvé aucun effet du même genre. Il avait auparavant étudié le phénomène en théorie (sur la suggestion de Lippmann pour sa thèse) mais, contrairement à Lorentz, était incapable de reproduire la dérivation de l'effet Rowland à partir de la théorie des électrons. Cela a été mentionné, par exemple, par Henri Poincaré à la fin de son livre, La Science et l'Hypothèse, en 1902, comme une expérience qui à cette époque a profondément perturbé les résultats de la théorie électronique de Lorentz.
Les expériences de Crémieu étaient controversées à l'époque. Le principal théoricien anglais de l'électrodynamique, Joseph Larmor, qui considérait l'expérience de Rowland comme une preuve du caractère particulaire des porteurs de charge, a suggéré à Wilson d'écrire une critique de l'expérience. Poincaré, quant à lui, est intervenu dans le débat du côté de Crémieu. Cependant, Crémieu voit aussi la théorie de Maxwell réfutée par l'expérience (existence de courants de déplacement), que Poincaré ne partage pas. À la demande de Poincaré, d'autres physiciens expérimentaux en France se sont également attaqués au problème, avec des résultats variables. Rowland lui-même a suggéré aux États-Unis à Harold Pender (en) de répéter son expérience avec une plus grande précision, par laquelle il a confirmé celle de Rowland. Finalement, Poincaré a organisé une répétition des deux expériences côte à côte dans le laboratoire d'Edmond Bouty par Pender et Crémieu. Les travaux de Rowland ont été confirmés. Les résultats négatifs de Crémieu ont été attribués à un revêtement diélectrique sur les vitres et les équipements.
Victor Crémieu a échangé pendant un temps une correspondance avec Henri Poincaré. Dans le laboratoire de Gabriel Lippmann à la Sorbonne, il s'est lié d'amitié avec Paul Langevin. 
Il s'est marié en 1897 avec Madeleine Alcan, la fille de l'éditeur Félix Alcan, avec laquelle il a eu deux enfants, Marie Thérèse (12 juin 1898) et Étienne (1901-1988).
Il existe une école Victor-Crémieu à Colombières-sur-Orb dans l'Hérault.

## Publications
- Vitesse de dissolution de quelques sels employés comme engrais de la vigne, avec François Houdaille, 1897.
- Convection électrique et courants ouverts, Paris, 1901.
- Recherches expérimentales sur l'électrodynamique des corps en mouvement, 1901.
- Convection électrique et courants ouverts, 1901.
- Sur une balance très sensible sans couteau, ses applications à diverses mesures électriques, 1902.
- Méthode de réglage automatique du potentiel d'un condensateur, relais électrostatique, 1902.
- Recherches contradictoires sur l'effet magnétique de la convection électrique, avec Harold Pender, 1903[7].
- État actuel de la question de la convection électrique, 1903.
- Recherches sur les diélectriques solides, avec Louis Malclès, Paris, 1904.
- Balance azimutale quadrifilaire, 1904.
- Attraction observée entre gouttes liquides suspendues dans un liquide de même densité, Paris, 1905.
- Dispositif auto-amortisseur applicable aux mouvements pendulaire et oscillatoire, Paris, 1905.
- Recherches expérimentales sur la gravitation, Paris, 1905.
- Recherches sur la gravitation, Paris, 1905.
- Calorimètre Bunsen modifié pour les expériences de cours, 1905[8].
- Sur une erreur systématique qui limite la précision de l’expérience de Cavendish, Paris, 1910.